# القنيطرة (الحسكة)
القنيطرة قرية سورية تتبع ناحية الجوادية منطقة المالكية محافظة الحسكة، أسسها الشيخ نواف الباشا العاصي الجربا، تقع على الضفة الشرقية لبحيرة سد باب الحديد يعمل أهلها بزراعة المحاصيل، بلغ عدد سكانها 1324 في إحصاء عام 2004م.